# Una domenica pomeriggio sull'isola della Grande-Jatte
Una domenica pomeriggio sull'isola della Grande-Jatte (Un dimanche après-midi à l'Île de la Grande Jatte) è un dipinto del pittore francese Georges Seurat, realizzato nel 1884-86 e conservato all'Art Institute of Chicago.

## Storia

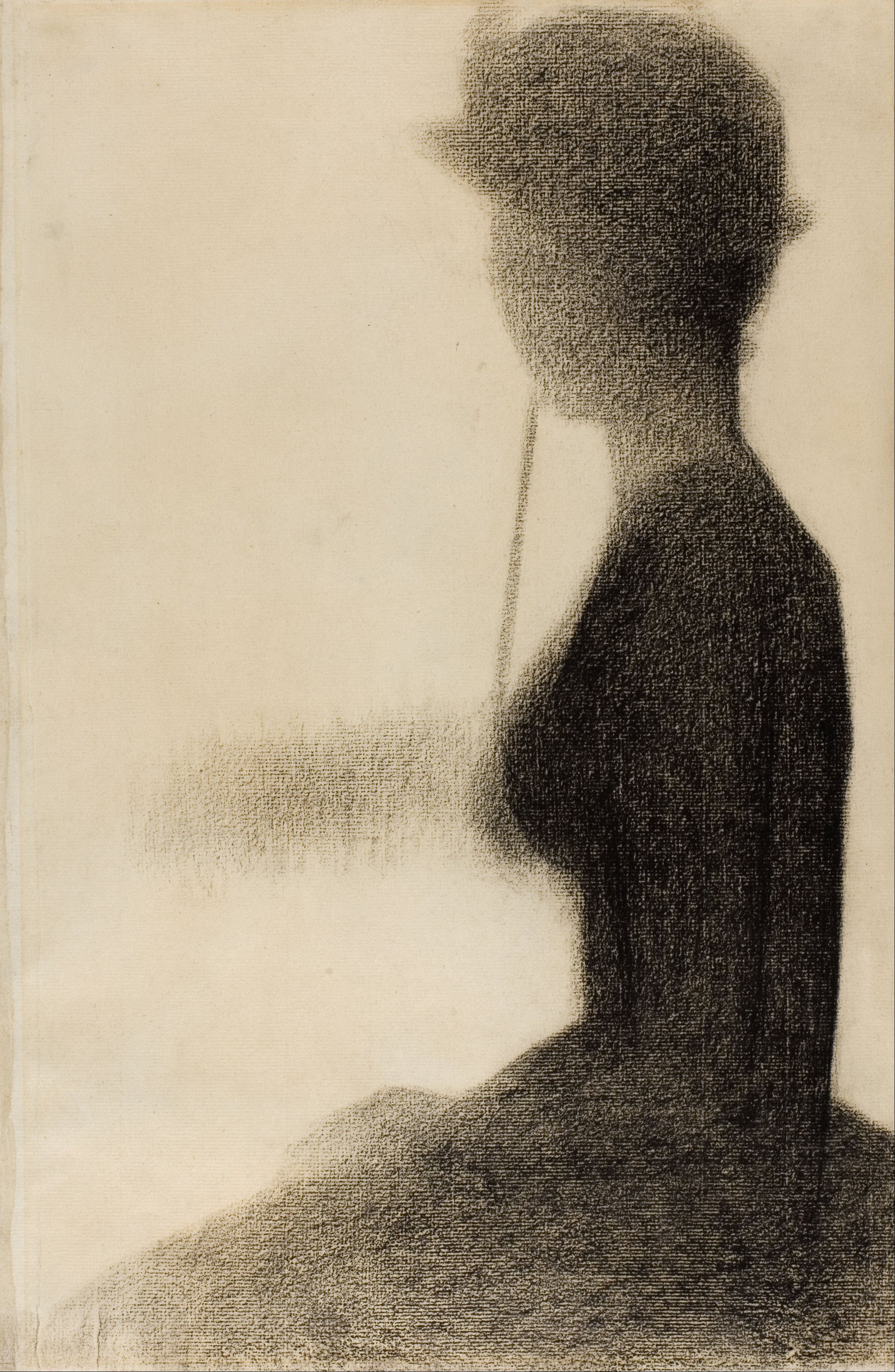
Georges Seurat, Donna
seduta con il parasole (1884-1885); matita nera Conté su carta avorio, 47,7×31,5 cm, Metropolitan Museum of Arts, New York

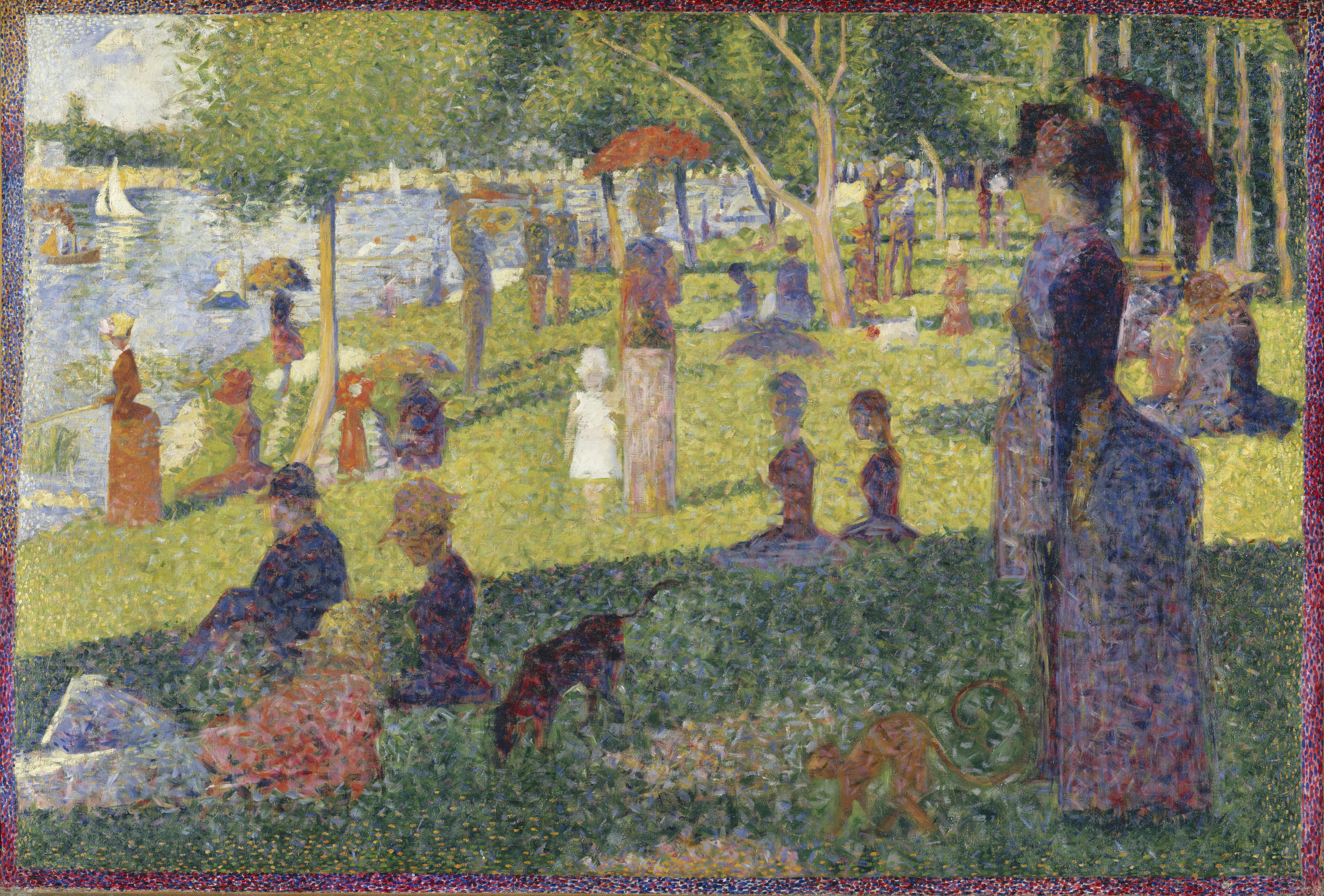
Georges Seurat, Studio per Una domenica pomeriggio sull'isola della Grande-Jatte (1884); olio su tela, 70,5×104,1 cm, Art Institute, Chicago

Desideroso di dimostrare nella pratica le nuove teorie divisioniste, già nel 1884 Seurat pose mano al progetto di una nuova grande tela, che non si allontana, quanto a metodologia di preparazione e scelta del soggetto, da quella dei Bagnanti ad Asnières. Testimonianza del nuovo progetto è la lettera che spedì sei anni dopo aver concluso l'opera, all'amico critico Fénéon il 20 giugno 1890: «1884, giorno dell'Ascensione: Grande-Jatte, gli studi e il quadro». Sembrerebbe quasi che Seurat abbia voluto prendere a pretesto quella festività religiosa per significare l'inizio della sua «ascensione» artistica.
Comunque sia, Seurat scelse l'isolotto della Grande-Jatte, sulla Senna, presso Neuilly sur Seine, come luogo ove ambientare il nuovo dipinto. Secondo quanto scrisse Signac il principio-guida era quello di fissare preventivamente la composizione: «Guidato dalla tradizione e dalla scienza, armonizzerà la composizione alle sue concezioni, cioè adatterà le linee (direzione e angoli), il chiaroscuro (toni), i colori (tinte), all'elemento che vorrà far prevalere». La mattina, con la luce migliore, Seurat si recava alla Grande-Jatte per abbozzare scene dipinte a olio con tecnica impressionista - si contano più di trenta tavolette di studi - mentre il resto della giornata veniva passato nell'atelier, disegnando a matita singoli particolari grazie al sostegno di una scala (la dimensione del dipinto, come quella dei Bagnanti ad Asnières, è infatti di 2 metri per 3), a ritoccare la tela, sulla quale aveva steso uno strato di colore base, con i piccoli punti di diverso colore, secondo il principio della mescolanza ottica.
Dopo circa due anni di lavoro Seurat presentò Una domenica pomeriggio sull'isola della Grande-Jatte all'Esposizione degli Impressionisti del 1886. Il dipinto fu accolto con sdegno e disapprovazione da gran parte dei pittori e dei critici dell'epoca, divertiti e sconcertati dall'ardita tecnica pittorica di Seurat. Ernst Bloch, filosofo morto nel 1977, non esitò a definirla «un mosaico di tedio» che con il suo «suicidio pittorico» coglieva la triste essenza della «miseria domenicale», mentre per i marxisti in generale si trattava di un indelebile simbolo dell'alienazione che, nel pieno fulgore della Belle Époque, tormentava l'umanità, e in particolar modo la modesta borghesia impiegatizia: si legga il giudizio di Paul Signac, anarchico convinto che riteneva questo dipinto una «vivida immagine della nostra epoca transizionale» che «testimonia i giganteschi conflitti sociali presenti tra i lavoratori e i capitalisti». L'unico che ebbe il coraggio di prendere le difese di quest'opera, oggi unanimemente considerata uno dei più grandi capolavori di Seurat, fu il critico Félix Fénéon, che nella rivista La Vogue scrisse di aver apprezzato moltissimo la «nuova maniera di interpretare la realtà» per mezzo di puntini - della particolarissima tecnica adottata in questo dipinto si parlerà nel paragrafo Tecnica - e i contenuti stessi del dipinto, raffigurante «un'isola alle quattro del pomeriggio popolata da un'umanità domenicale contenta di essersi riunita fortuitamente al fresco dell'aria aperta, assiepata tra gli alberi».
Nonostante il fervente supporto del Fénéon l'opera non trovò acquirenti e rimase nell'atelier di Seurat fino alla sua morte, avvenuta nel 1891. «La madre di Seurat è più che ansiosa a causa della sorte che toccherà ai dipinti di grande formato del figlio dopo la sua morte» scrisse il Signac nel suo diario «vorrebbe farne un lascito per qualche grande museo ... ma, diciamocelo, quale grande museo accetterebbe di esporli?». Le osservazioni di Signac, purtroppo, in un primo momento si rivelarono esatte. L'opera, infatti, fu venduta in occasione di una monografica postuma di Seurat per la bella cifra di ottocento franchi ad un facoltoso borghese di Parigi: i tempi, tuttavia, non erano ancora maturi perché Una domenica pomeriggio sull'isola della Grande-Jatte fosse consacrata all'ufficialità del museo, tanto che persino il Metropolitan Museum of Art rifiutò di acquistarla, in seguito ad aspre discussioni nel 1911. Il primo a riconoscere le indubbie qualità del dipinto fu il mercante d'arte Frederic Clay Bartlett, grande appassionato degli avanguardisti francesi che comprò il dipinto per ventimila dollari, per poi donarlo al The Art Institute di Chicago. A nulla servì il comitato indetto nel 1931 che, dopo aver radunato ben quattrocentomila dollari, tentò di riacquistare l'opera per riportarla in Francia: il valore che Una domenica pomeriggio sull'isola della Grande-Jatte rivestiva nell'ambito del Modernismo europeo, ormai, era più che assodato.
Anche quest'opera, in tutto il suo splendore, aderisce ai precetti estetici di Charles Baudelaire e raffigura un soggetto squisitamente moderno: è infatti raffigurata una folla di gitanti della Terza Repubblica che, approfittando del giorno festivo, si riunisce all'ombra degli alberi dell'isola della Grande-Jatte. In questa moderna Arcadia sfilano persone provenienti da tutte le classi sociali: la Grande-Jatte, d'altronde, era facilmente raggiungibile da Parigi grazie ad una linea ferroviaria che, partendo dalla ville lumière, serpeggiava nelle campagne francesi per poi giungere ad Asnières-sur-Seine, villaggio sulle rive della Senna dal quale si poteva prendere un traghetto per raggiungere l'isolotto.
È l'iconografia del tempo libero dedotto da un'attenta e capillare osservazione della nuova società borghese e industriale di fine XIX secolo. Due militari, sullo sfondo a sinistra, passeggiano sotto la tepida luce del sole, mentre numerosissime coppie preferiscono distendersi all'ombra degli alberi. A sinistra è visibile un'infermiera, riconoscibile per il suo cappello bianco a fasce rosse: accanto a lei, non a caso, troviamo proprio un'arzilla vecchietta, che si rinfresca riparandosi con un elegante parasole. Tutti questi gitanti hanno rimesso negli armadi le loro vesti lavorative e indossato il loro migliore abito della domenica: è il caso della coppia che, sullo sfondo, si sta abbracciando, o dei canottieri che vogano placidamente sulla Senna. Questi, tuttavia, non sono gli unici ad essersi prestati agli ozi domenicali: i bambini, infatti, stanno correndo sui prati, o magari riposano o camminano insieme alla mamma. A sinistra, inoltre, troviamo una donna che pesca: non più assoggettate alla presenza totalizzante e onnipresente delle quattro mura domestiche, le donne seurattiane incarnano mirabilmente questo ideale irresistibile di femminilità e indipendenza, tanto che non hanno paura di dilettarsi con svaghi tipicamente maschili (anche se una lettura diversa suggerisce che quella canna da pesca si riferisce in realtà alla sua sete insaziabile di uomini, considerata la sostanziale omofonia tra i verbi pêcher, pescare, e pécher, peccare).
L'interpretazione che Seurat fornisce di questo tema, tuttavia, non è affatto idillica, e, anzi, spesso assume toni smaccatamente parodistici. Si guardi la coppia in primo piano a destra: davanti a un uomo con la tuba, il monocolo e l'immancabile sigaro in mano troviamo una donna che veste un elegante cappellino impreziosito da un mazzolino di fiori rossi che si rifugia sotto l'ombra di un parasole. Sono soprattutto due i particolari sul quale si sofferma l'irridente pennello di Seurat: innanzitutto il cul-de-Paris, la curiosa imbottitura posteriore utilizzata dalla signora per rendere sporgente il ricco drappeggio della sua gonna, ma che la visione laterale deforma in maniera sproporzionatamente grottesca, e infine la scimmietta che tiene disinvoltamente al guinzaglio: il massiccio incremento dei commerci, infatti, faceva sì che le compassate signore della Terza Repubblica potessero soddisfare questi piccoli capricci, vissuti da Seurat con grande ironia.

## Tecnica

Frammento del dipinto. Si noti come la pennellata sia frantumata in una miriade di puntini

Il tema scelto da Seurat è sicuramente impressionista: nella tela, infatti, sono presenti circa quaranta figure, una folla non proprio tranquilla e intensa nello svago, al gioco, alla pesca, al riposo, alla lettura e alla passeggiata. Ciò malgrado, Una domenica pomeriggio sull'isola della Grande-Jatte si discosta dalla tecnica impressionista per vari motivi.
Come gli Impressionisti, infatti, Seurat in questo dipinto persegue la luminosità naturale mediante l'utilizzo di pochi colori puri. Se, tuttavia, pittori come Monet e Renoir davano le pennellate per veloci tocchi virgolati, Seurat in Una domenica pomeriggio sull'isola della Grande-Jatte preferisce depositare i colori sulla tela in forma di tocchi separati minutissimi, spesso puntiformi, basandosi sulla legge della complementarità cromatica teorizzata dal chimico Michel-Eugène Chevreul. In questo modo, a una visione distanziata, i vari puntini di colore puro tendono a fondersi e a restituire un colore diverso, ricomponendosi non per via di un intervento meccanico del pittore, bensì grazie alla retina dell'occhio dell'osservatore. Seurat, in questo modo, riesce un secolo dopo, tecnica e storia fanno ancora emozionare e ottenere la maggiore luminosità e brillantezza cromatica senza ricorrere a impasti, velature o mescolanze chimiche, bensì semplicemente sfruttando le dinamiche percettive dell'occhio umano. Si può dire, in un certo senso, che Seurat ha anticipato il procedimento dell'immagine a colori del «pennello elettronico», ponendosi così come progenitore del moderno pixel. Vale la pena ricordare come Seurat, in questo modo, sia riuscito a conferire dignità scientifica a quei processi ottico-visuali che erano già stati perseguiti empiricamente dagli Impressionisti. Esplicito è il rimando alla cultura positivista, tanto che il critico Félix Fénéon, fiero di come Seurat avesse conciliato le intuizioni impressioniste con la sicurezza della scienza, osservò come Una domenica pomeriggio sull'isola della Grande-Jatte fosse un quadro «neo-impressionista». Così il Fénéon:
La sfolgorante veste cromatica del dipinto, tuttavia, non riesce a cogliere con freschezza e immediatezza tutti quegli effetti luministici forniti dalla visione diretta della realtà: a differenza dei dipinti impressionisti Una domenica pomeriggio sull'isola della Grande-Jatte è immersa in un'atmosfera immobile, silenziosissima, astraente e assolutamente priva di svolgimento temporale. Le figure sono talmente ben fissate nell'impasto pittorico da sembrare quasi pietrificate, colte come sono in una posa statica che oltre a ricordare dei manichini inseriti all'interno di uno scenario teatrale richiamano anche le figure ieratiche egiziane. Se quest'immobilità disincantata urtò la sensibilità dei critici ottocenteschi, «a noi pare piuttosto umoristico [...] sembra che un pubblico da caffè-concerto sia entrato nella casa di Dio, ed è evidente che per quel pubblico il pittore non ha alcuna simpatia e profitta del suo senso delle forme regolari per sottolineare il ridicolo della moda», osserva il Venturi.

Altro dettaglio del dipinto

Alle innovazioni coloristiche Seurat qui affiancò poi uno spazio fortemente geometrizzato che risente dell'influenza dei grandi maestri del passato, come Piero della Francesca: è su questo fortunato binomio che si innesta Una domenica pomeriggio sull'isola della Grande-Jatte, opera che ha vissuto l'esperienza impressionista e che la ha aggiornata con cognizioni più scientifiche e rigorose, e che in questo senso acquista anche maggiore verosimiglianza intellettuale e visiva, ma che riceve pure il sostegno di una struttura dalla penetrante impronta classica. Memore della lezione del fisico Odgen Rood, per il quale «a mancanza di un disegno preciso, netto e sostanzialmente esatto è una delle ragioni che più spesso rovinano il colore di un quadro», Seurat disciplina il caos apparente di questo dipinto curando attentamente l'armonia geometrica tra le linee orizzontali, verticali, oblique e curve. La transitorietà che connotava la disciplina impressionista in quest'opera si dissolve in un mirabile rigore costruttivo, sorretto dalle varie figure che si concatenano tra loro in modo preciso e armonioso. Si noti, ad esempio, come l'intera composizione sia divisa in due porzioni uguali dall'asse che corre al centro dell'opera, in corrispondenza della donna che cammina frontalmente insieme alla bambina: altri due assi sono tracciati a destra e a sinistra dell'opera rispettivamente dal tronco di un albero e dal panno sorretto dall'uomo in primo piano. A sinistra, infine, le persone sono disposte sullo spazio pittorico seguendo altre due diagonali minori.
I corpi, mostrati solo di fronte o di profilo, sono impostati secondo le forme geometriche del cilindro e del cono, sono privi di plasticità, «hanno uno sviluppo volumetrico a cui non corrisponde un peso di massa; sono fatti dello stesso pulviscolo multicolore che pervade lo spazio; non interrompono la vibrazione della luce». La profondità non è ottenuta col solito effetto illusionistico, operando con la prospettiva, bensì con un attento lavoro cromatico per il quale l'occhio dell'osservatore, distratto inizialmente dalla zona in ombra in primo piano, scava la composizione sino a giungere nell'area dello sfondo, luminosissima, secondo una norma che neanche è immune dall'influenza di Piero della Francesca. Non solo non viene rispettata la prospettiva tradizionale, ma non si mostra interesse neanche per l'esattezza logica di alcuni particolari: il vento, sulla Senna, sembra soffiare contemporaneamente da due direzioni opposte, come mostra il rigonfiamento delle vele delle imbarcazioni. Ma è la luce sprigionata dal colore l'elemento essenziale della composizione, mediante una tecnica mista di stesura: l'acqua è rappresentata con piccole pennellate lineari, mentre l'erba è ottenuta con lievi tocchi incrociati.